# Anomala micans
Anomala micans är en skalbaggsart som beskrevs av Hermann Burmeister 1844. Anomala micans ingår i släktet Anomala och familjen Rutelidae. Inga underarter finns listade i Catalogue of Life.